# Vinska kislina
Vinska kislina je bela kristalinična dvoprotonska organska kislina, dihidroksilni derivat jantarne kisline. V naravi se nahaja v mnogih rastlinah, zlasti v grozdju, bananah in tamarindah, in seveda v vinu, v katerem je ena do glavnih kislin. V prehrambeni industriji in gospodinjstvih se, pogosto skupaj s sodo bikarbono, uporablja kot sredstvo za vzhajanje testa. Dodaja se tudi različnim živilom, da dobijo kisel okus, hkrati pa deluje kot antioksidant. Soli vinske kisline so tartrati. 
Prvič jo je kot kalijev tartrat izoliral alkimist Geber (Džabir Ibn Hajjan) okoli leta 800. Sodobno metodo pridobivanja je leta 1769 odkril švedski kemik Carl Wilhelm Scheele.
Vinska kislina je igrala pomembno vlogo pri odkrivanju kiralnosti, pojava, da ima molekula z asimetričnim ogljikovim atomom dva zrcalna izomera (L in D). To lastnost vinske kisline je prvi opazil odkril Jean Baptiste Biot, ki je opazoval sukanje ravnine polarizirane svetlobe. Njegove raziskave je  leta 1847 nadaljeval Louis Pasteur z opazovanjem oblike kristalov amonijevega natrijevaga tatrata, za katere je odkril, da so kiralni. Z razvrščanjem levih in desnih oblik kristalov  je prvi pripravil vzorec čiste L-vinske kisline.

## Stereoizomerija
Naravna vinska kislina je kiralna, se pravi da ima dve zrcalni obliki molekul in je zato uporabna za sintezo drugih kiralnih molekul. V naravi se pojavljata L-(-)-vinska kislina ali levosučna vinska kislina in njena zrcalna (enantiomerna) D-(+)-vinska kislina ali desnosučna vinska  kislina. Nekiralna mezovinska kislina je umeten proizvod. Izraza levosučna in desnosučna nista povezana z njeno geometrijo, ampak s smerjo zasuka polarizirane svetlobe pri prehodu skozi njeno raztopino.  Za označevanje se včasih namesto velikih črk L in D uporabljajo tudi male črke. Levosučna in desnosučna vinska kislina sta enantiomera, mezovinska kislina pa je diastereomer obeh.
Redka optično neaktivna oblika je DL-vinska kislina, ki je ekvimolarna zmes levosučne in desnosučne vinske kisline, ki se za razliko od mezovinske kisline imenuje racemna vinska kislina (iz latinskega racemus – grozd (grozdja)) ali racemat.   
Vinska kislina se uporablja za preprečevanje reakcije bakrovih(II) ionov s hidroksidnimi ioni, ki so prisotni pri pripravi bakrovega(I) oksida. Bakrov(I) oksid je rdečerjava trdnina, ki se pridobiva z redukcijo bakrovih(II) soli z aldehidi v alkalni raztopini.
| levosučna (D-(−)-vinska kislina                        | desnosučna (L-(+)-vinska kislina | mezovinska kislina |
| ------------------------------------------------------ | -------------------------------- | ------------------ |
|                                                        |                                  |                    |
| DL-vinska kislina (racemat) (kadar sta v razmerju 1:1) |                                  |                    |

## Proizvodnja

### L-(+)-vinska kislina
L-(+)-vinska kislina se proizvaja industrijsko iz naravnih surovin, vinskih droži, ki nastajajo kot stranski proizvod med vrenjem mošta. V drožih je prisoten večinoma kalijev bitartrat (KHC4H4O6), katerega se z apnenim mlekom (Ca(OH)2) obori kot kalcijevo sol:
KO2CCH(OH)CH(OH)CO2H + Ca(OH)2 → Ca(O2CCH(OH)CH(OH)CO2) + KOH + H2O
V praksi se večji izkoristek doseže z obaranjem s kalcijevim kloridom (CaCl2). Kalcijev tartrat se pretvori v vinsko kislino z raztapljanjem v žveplovi kislini. Proizvod je L-(+) izomer:
Ca(O2CCH(OH)CH(OH)CO2)  +  H2SO4   →   HO2CCH(OH)CH(OH)CO2H  + CaSO4

### Racemna vinska kislina
Racemno obliko vinske kisline se lahko pripravi z dvostopenjsko reakcijo iz maleinske (cis-butendiojske) kisline. V prvem koraku se maleinska kislina epoksidira z vodikovim peroksidom s kalijevim volframatom kot katalizatorjem: 
HO2CC2H4CO2H + H2O2 → OC2H2(CO2H) 2.
V naslednjem koraku se epoksid hidrolizira v racemno vinsko kislino:
OC2H2(CO2H)2  +  H2O   →   (HOCH)2(CO2H)2.

### Mezovinska kislina
Mezovinska kislina nastane s termično izomerizacijo s segrevanjem vodne raztopine L-(+)-vinske kislina (165 °C, 2 dni). Pripravi se jo lahko tudi iz dibromojantarne (butandiojske) kisline s srebrovim hidroksidom:
HO2CCHBrCHBrCO2H + 2 AgOH → HO2CCH(OH)CH(OH)CO2H + 2 AgBr
Mezovinska kislina se loči od racemne oblike s kristalizacijo, ker je racemat slabše topen.

## Reaktivnost
L-(+)-vinska kislina lahko sodeluje v več reakcijah. Z obdelavo z vodikovim peroksidom v prisotnosti železovih soli nastane dihidroksimaleinska kislina: 
HO2CCH(OH)CH(OH)CO2H + H2O2 → HO2CC(OH)C(OH)CO2H + 2 H2O,
ki se zatem lahko oksidira z dušikovo kislino v tartonsko (2-hidroksipropandiojsko) kislino.

## Derivati
Pomembni derivati vinske kisline so njene soli kalijev bitartrat, kalijev natrijev tatrtrat (Rochellska sol), bi je blago odvajalo, in antimonov kalijev tartrat, ki je močan emetik.  Diizopropil tartrat se uporablja kot katalizator v asimetričnih sintezah.  
Vinska kislina je mišični toksin, ki inhibira nastajanje jabolčne kisline in pri visokih vsebnostih povzroči paralizo in smrt.  LD50 za človeka je ~7,5 g/kg, za kunca ~5,3 g/kg in miš  ~4,4 g/kg. Smrtna doza za 70 kg težkega človeka je torej več kot 500 g, zato se lahko brez nevarnosti dodaja živilom, predvsem slaščicam s kislim okusom. Vinska kislina je hkrati tudi antioksidant (E334), tartrati pa služijo kot antioksidanti ali emulgatorji. 
Suspenzija kalivevega tartrata v vodi je dobro čistilno sredstvo za bakrene predmete, ker raztaplja prevleko iz bakrovega(II) oksida. Nastali bakrov kompleks je dobro topen v vodi.

## Vinska kislina v vinu
Vinska kislina se lahko v obliki drobnih kristalov vinskega kamna (kalijev bitartrat) izloča na zamaških ali dnu vinskih steklenic. Kristali niso nevarni, čeprav mnogi mislijo, da so zdrobljeno steklo. V mnogih primerih niso zaželeni, ker lahko spremenijo profil vina. Vinski kamen se izloča tudi v sodih, v katerih zori vino in je bil kot tak dolgo časa pomemben industrijski vir vinske kisline.
Vinska kislina igra pomembno vlogo pri alkoholnem vrenju mošta, ker znižuje njegov pH do te mere, da se mnoge škodljive bakterije ne morejo razvijati. Skupaj s citronsko in jabolčno kislino daje vinu kisel okus.

## Uporaba
Vinska kislina in njeni derivati se na široko uporabljajo v farmacevtskih proizvodih, na primer v šumečih tabletah, in skupaj s citronsko kislino kot sredstvo za izboljšanje okusa peroralnih zdravil. Kalijevi antimonovi derivati so emetiki, v majhnih količinah pa se dodajajo sirupom za kašelj kot sredstvo za izkašljevanje. 
Vinska kislina je uporabna tudi v industriji. S kovinskimi ioni, na primer s kalcijem in magnezijem,  tvori komplekse, zato se v poljedelstvu uporablja kot sredstvo za kompleksiranje mikroelementov v umetnih gnojilih in v industriji kot sredstvo za čiščenje površin aluminija, bakra in železa in zlitin teh kovin.